# トリフェニレン
トリフェニレン（triphenylene）は、4つのベンゼン環からなる平面状多環芳香族炭化水素（PAH）の一種。イソクリセン、ベンゾ[l]フェナントレン、9,10-ベンゾフェナントレン、1,2,3,4-ジベンゾナフタレンとも呼ばれる。コールタールから単離される。平面骨格上に、トリフェニレン1分子あたり18個の非局在化されたπ電子を持つ。

## 構造
3回回転軸を持つ円盤状の分子である。共役系の伸張が乱されないような形で、外側の3つのベンゼン環が中央のベンゼン環とそれぞれひとつの炭素-炭素結合を共有して連結している。
トリフェニレン分子の点群による対称性はシェーンフリース記号で D3h と表され、2, 3, 6, 7, 10, 11位にアルコキシ基 (RO−) またはアルキルチオ基 (RS−) が置換した誘導体は円盤状のメソゲンとして液晶を形成することができる。

## 性質
無色の針状結晶で、紫外線を照射すると青紫色の蛍光を放つ。この性質を利用し、光学、電子デバイスの材料として使われる。
トリフェニレンはその異性体、クリセン、ベンズ[a]アントラセン, ベンゾ[c]フェナントレン、およびナフタセン（テトラセン）に比べて共鳴安定性が高い。このため、水素化して飽和炭化水素にするにはより多くのエネルギーが必要とされる。